# مقياس الضغط الجوي الصغري
مقياس الضفط الجوي الصغري (بالإنجليزية: Microbarometer)‏ هي مقاييس بارزة حساسة يمكنها قياس ضغط الهواء بدقة عالية. عادةً ما تحتوي مقاييس الميكرومتر على تحليل للميكروبات (μbar) أو البسكالس (Pa)، في حين أن البارومترات العادية لا يمكن حلها إلا في هيكتوباسكال (hPa) أو مليبار (mbar). من المخطط استخدام أجهزة الميكروبارومتر أو ما يُطلق عليها أيضًا الميكروبوغراف الموزعة حول العالم لرصد الامتثال لمعاهدة الحظر الشامل للتجارب النووية (عند دخولها حيز التنفيذ) من خلال الكشف عن التوقيع تحت الصوتي للانفجار النووي الذي يمكن أن ينتشر لمسافات طويلة جدًا. من خلال تحليل البيانات الواردة في العديد من محطات المراقبة هذه، يمكن تحديد موقع الانفجار ومردوده.